# Paleface Swiss
Paleface Swiss — это швейцарская кор-группа, созданная в 2017 году.

## История
Группа была образована в 2017 году вокалистом Марком Зелльвегером и барабанщиком Колином Хаммондом. Вскоре к ним присоединились Янник Лиманн и Томми Ли и они выпустили свой дебютный EP, Chapter 1: From The Gallows, а еще через год второй — Chapter 2: Witch King. В мае 2020 года они собирались выпустить третий EP, Chapter 3: The Last Selection, но из-за пандемии коронавируса выпуск был отложен, однако позже вместо EP группа выпустила полноценный альбом. В 2022 году был выпущен второй альбом Fear & Dagger, который получил известность и был встречен положительно. 3 января 2025 г. был выпущен альбом Cursed.

## Участники

### Нынешние
Томми Ли — бас-гитара, бэк-вокал (2017-нв)
Янник Лиманн — гитара, бэк-вокал (2017-нв)
Кассиано "Касси" Тома — барабаны (2023-нв)
Марк "Зелли "Зелльвегер — основной вокал (2017-нв)

### Бывшие
Колин "CJ" Хаммонд — барабаны (2017—2023)

## Дискография

### Альбомы
- Chapter 3: The Last Selection (2020)
- Fear & Dagger (2022)
- Cursed (2025)

### EP
- Chapter 1: From The Gallows (2018)
- Chapter 2: Witch King (2019)

### Синглы
- "Deprivation Method, Ch. 2" (with Mental Cruelty, Parjure & xVICIOUSx; 2018)
- "Curse Us" (2020)

- "The Rats" (with Clench Your Fist; 2020)
- "Dead Man's Diary" (with Landmvrks; 2021)
- "Deathtouch" (2021)
- "The Orphan" (2022)

- "Best Before: Death" (2023)

- "Please End Me" (2023)
- "Older Days" (2023)
- "The Gallow" (2023)
- "Lost in the Dark" (with Left to Suffer; 2024)
- "You Can't Kill Me" (with Fallbrawl; 2024)
- "Dominant Predation" (with Get the Shot; 2024)
- "Secrets of the Shadows" (with Nathan James; 2024)
- "snuff.tape" (with Vctms; 2024)
- "Site Mentality" (with Pitglass; 2024)
- "Hatred" (2024)
- "My Blood On Your Hands" (2024)
- "Love Burns" (2024)

## Музыкальный стиль и звучание
По словам членов группы они не хотели смешиваться с прочим однообразным дэткором, который по их мнению стал серым и скучным. Они хотели создать что-то новое. Сами они причисляют себя к жанру «beatdown», «slamming beatdown»..
Их звучание характеризуется жесткими «бьющими» брейкдаунами, элементами ню-метала и такими слабозаметными элементами в вокале, как резкие, надрывистые крики и тяжелые вздохи, из-за которых песни ощущаются «живыми» и отличными от других.
Тексты группы описывают внутренние психологические проблемы человека, его боль и ненависть; мизантропию; смерть; суицид и содержат большое количество ругательств.